# Moschea di Gurgi

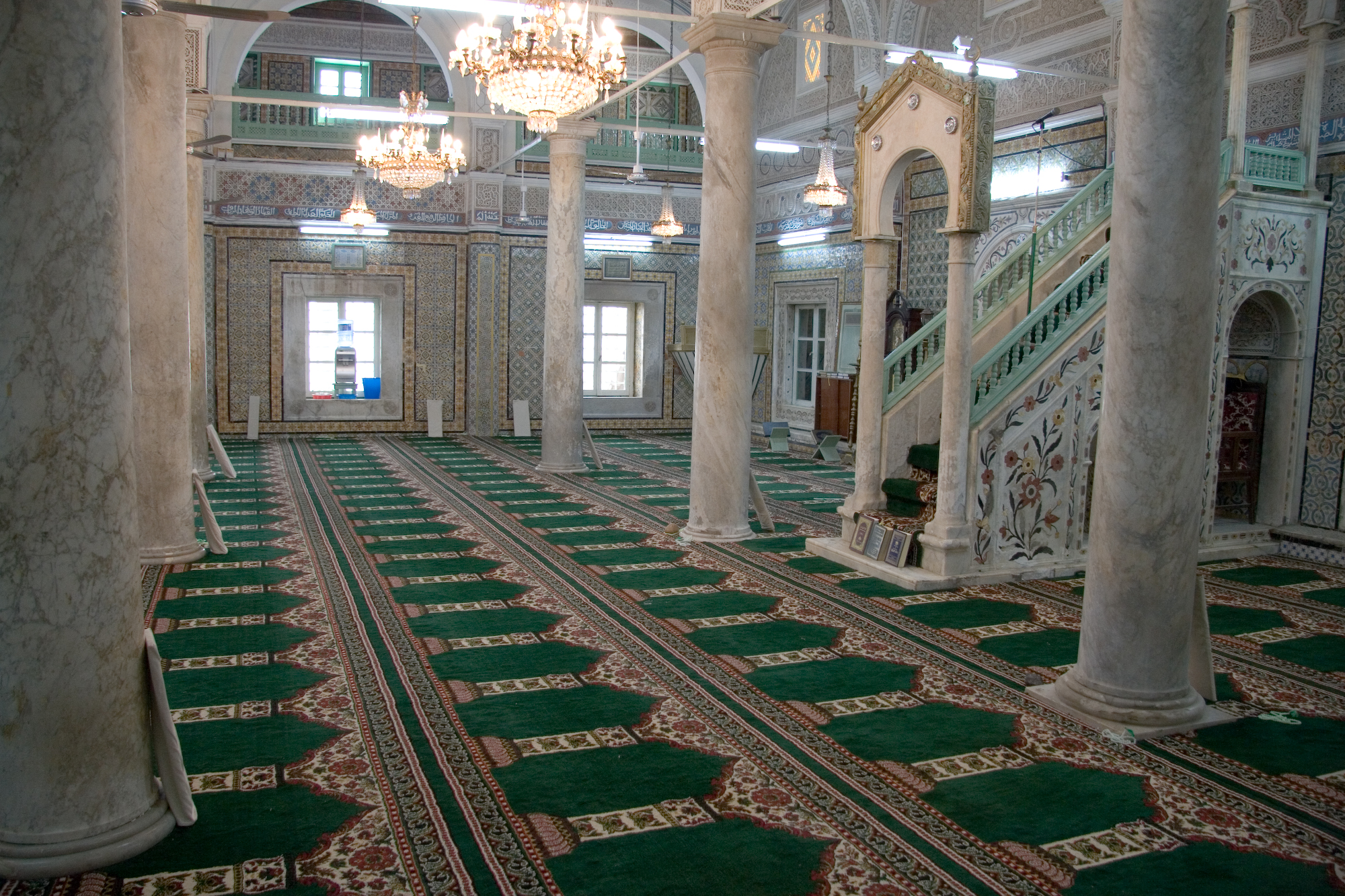
L'interno

La moschea di Gurgi (in arabo جامع قرجي‎?) è un'importante moschea di Tripoli. È posta nella città vecchia, nelle immediate vicinanze dell'Arco di Marco Aurelio. Prende il nome da Iusef Gurgi, uomo di origine georgiana che la costruì nel 1833.

## Caratteristiche
Analogamente alla moschea dei Caramanli, si tratta di una moschea hanefita, circondata da cortili su tre lati. Ha pianta quadrata di 16 metri di lato, spartita all'interno da nove colonne disposte su tre lati, che sostengono complessivamente 16 cupolette.
L'interno è riccamente decorato, nel tipico stile islamico, con piastrelle in maiolica colorata, stucchi e intagli lignei.
All'esterno svetta il minareto, a pianta ottagonale; è il più alto fra i minareti cittadini, e l'unico ad avere due ordini di balconate.